# MG XPower

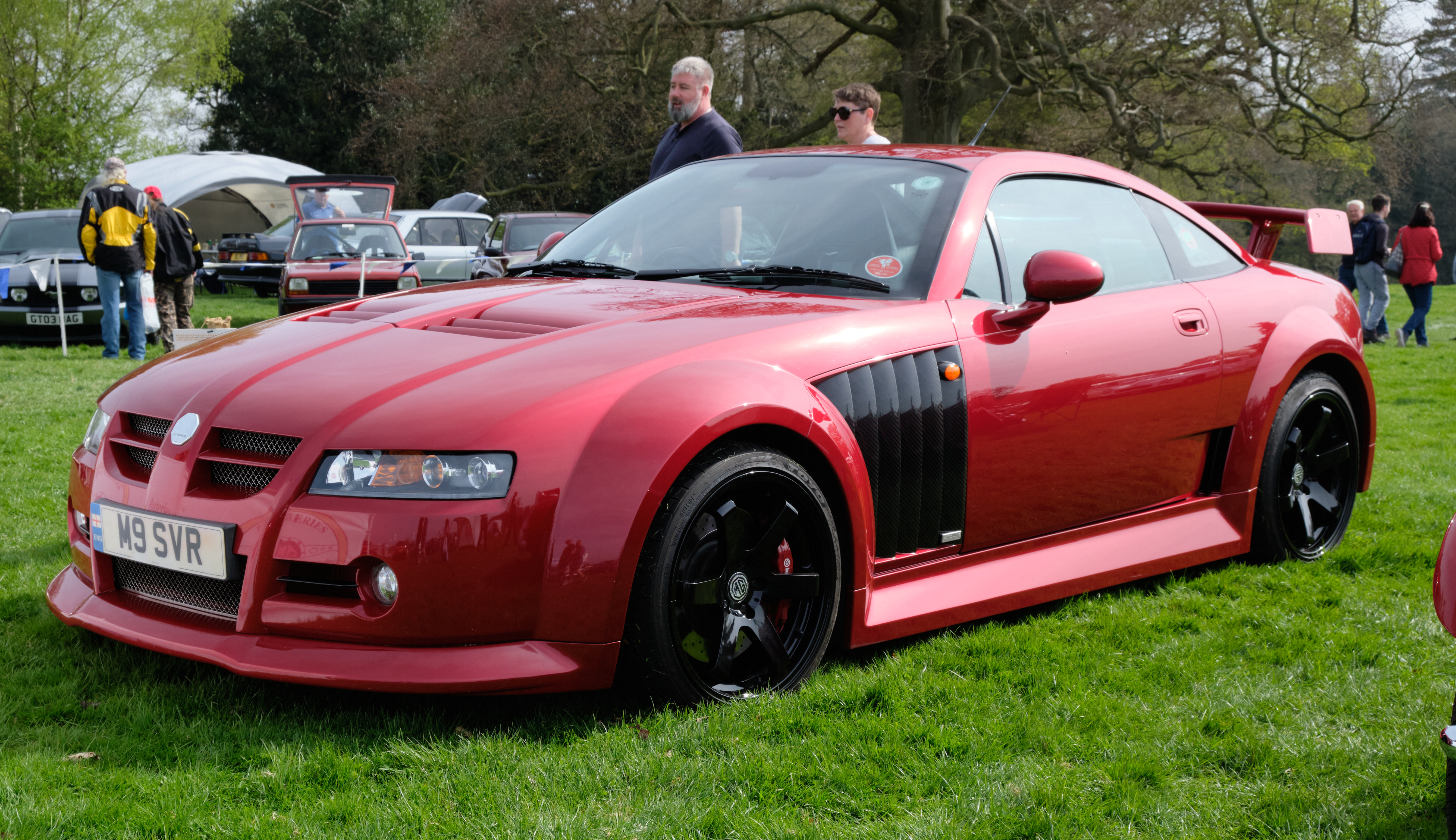

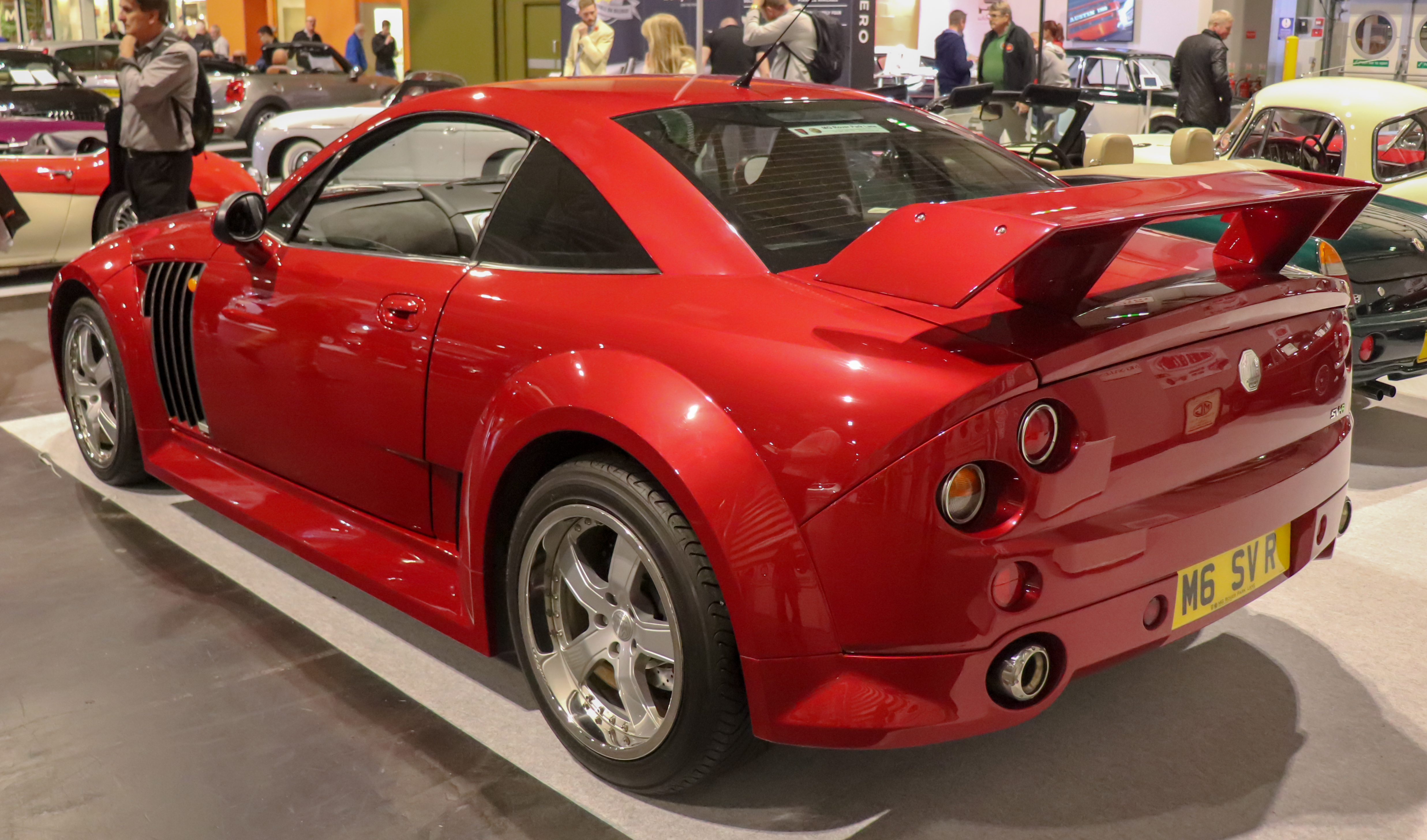

De MG Xpower SV is een sportwagen van MG, gebouwd tussen 2003 en 2005, en gebaseerd op het platform van de Qvale Mangusta (De Tomaso Biguà).

## Ontwikkeling en productie
Nadat Qvale in handen was gekomen van de MG Rover Group, stelde MG in 2001 de X80 concept voor, deze werd echter als te saai en te gedateerd gezien. Op de Birmingham Motorshow in 2002 stelde MG een vernieuwde versie voor, de XPower. Het design van de XPower kwam van Peter Stevens, die ook het design van de McLaren F1 ontwierp.
Ondanks de aandacht verkocht de wagen niet. De prijs bedroeg £65.000 voor de SV en  £83.000 voor de SV-R. De productie was ingewikkeld mede door het gebruik van carbon bij het koetswerk dat tegelijk in Engeland en Italië werd gemaakt. De productie van elke wagen begon in Modena, en vervolgens gebeurde de eindassemblage in Longbridge, Birmingham. De prijs werd wel gedrukt door het lenen van onderdelen. Zo heeft de XPower Fiat Punto-koplampen en Fiat Coupé-achterlichten.
De SV haalde 324 pk (320 hp) uit de 4,6 liter V8 van de Ford Mustang. De SV-R had een 5,0 liter V8 met 390 pk (385 hp), tevens een Ford Modular V8. Bij de SV-R had je de keuze tussen een Tremec-handbak en een automaat, de SV was enkel beschikbaar met handbak. Er waren ook plannen voor versies die tot 1000 pk zouden gaan. Door het faillissement kwamen deze laatste er niet.
In 2005 ging MG Rover failliet en van de geplande 840 stuks kwamen er slechts 82. Van de 82 zijn er 42 SV-R. Voor de verkoop kwam er een exclusief dealernetwerk.

## Technische gegevens
| Model     | Motor    | Boring x slag   | Kracht                        | Koppel               | 0-97 km/u (0-60 mph) | Topsnelheid |
| --------- | -------- | --------------- | ----------------------------- | -------------------- | -------------------- | ----------- |
| 2003 SV   | 4.601 cc | 90,2 mm × 90 mm | 239 kW / 324 pk bij 6.000 tpm | 410 Nm bij 4.750 tpm | 5,3 seconden         | 266 km/u    |
| 2004 SV-R | 4.997 cc | 94 mm × 90 mm   | 287 kW / 390 pk bij 6.000 tpm | 510 Nm bij 4.750 tpm | 4,9 seconden         | 282 km/u    |